# Parola di Dyck
Nella teoria dei linguaggi formali, una parola di Dyck è una stringa consistente di n simboli X ed n simboli Y tale che, preso comunque un segmento iniziale della stringa, esso non contenga più simboli Y che simboli X. Queste parole sono alla base dei linguaggi con parentesi ben formati e ricorsivi.
Il linguaggio composto da tutte le parole di Dyck è chiamato linguaggio di Dyck.

## Grammatica
La grammatica generante il linguaggio di Dyck è:
{\displaystyle \Sigma =\{\ x,y\ \}}
{\displaystyle S\to xSyS|\varepsilon }

## Proprietà
Il linguaggio di Dyck gode delle seguenti proprietà:
- è chiuso secondo l'operazione di concatenazione;
- è un linguaggio ricorsivo, infinito ma non circolare;
- è anticommutativo;
- il numero delle parole di Dyck aventi lunghezza 2n (com'è stato provato da Désiré André nel 1887) corrisponde all'n-esimo numero di Catalan.

## Esempi
Ad esempio, le parole di Dyck di lunghezza 6 sono:
| xxxyyy | xyxxyy | xyxyxy | xxyyxy | xxyxyy |

invece queste non lo sono:
| yyyxxx | yxyyxx | xyyxxy | yyxxyx | xyxyyx |

Definendo il simbolo x come la parentesi aperta ed il simbolo y come la parentesi chiusa, allora una parola di Dyck corrisponde ad un insieme di parentesi che sono disposte in maniera completa (ad ogni parentesi aperta ne corrisponde una chiusa) e logicamente coerente (le parentesi sono correttamente annidate e non vi è mai una parentesi chiusa senza che prima ci sia la relativa parentesi aperta). Con questa definizione, la serie delle parole di Dyck di lunghezza 6 diventa:
| ((())) | ()(()) | ()()() | (())() | (()()) |

L'insieme dei simboli di un linguaggio di Dyck può essere anche esteso, ad esempio:
{\displaystyle \Sigma ={\Big \{}\ (,),[,],\{,\}\ {\Big \}}}

## Dimostrazione
Dimostriamo che le parole di Dyck di lunghezza {\displaystyle 2n} sono {\displaystyle {\binom {2n}{n}}-{\binom {2n}{n+1}}}, ovvero pari all'{\displaystyle n}-esimo numero di Catalan.
Per semplicità di notazione, vediamo la dimostrazione nel caso {\displaystyle n=4}; la dimostrazione generale è del tutto analoga.
Le parole formate da {\displaystyle 4} lettere {\displaystyle X} e da {\displaystyle 4} lettere {\displaystyle Y} sono in tutto {\displaystyle {\binom {8}{4}}} contando anche le parole che non sono di Dyck. Denotiamo con {\displaystyle P(4,4)} questo insieme.
Contiamo adesso quante sono le parole di {\displaystyle P(4,4)} che non sono di Dyck. Denotiamo con {\displaystyle N(4,4)} l'insieme delle parole in {\displaystyle P(4,4)} che non sono di Dyck. Scriviamo ogni parola che non è di Dyck usando il colore rosso per la prima lettera {\displaystyle Y} della stringa dalla quale si capisce che non è una parola di Dyck, e usando il colore arancio per tutte le lettere a destra di quella in rosso. In questo modo in ogni parola che non è di Dyck a sinistra della {\displaystyle {\color {Red}Y}} rossa ci sono tante lettere {\displaystyle X} quante lettere {\displaystyle Y}. Scriviamo ad esempio
{\displaystyle XY{\color {Red}Y}{\color {Orange}XXYXY},\quad XXXYYY{\color {Red}Y}{\color {Orange}X},\quad {\color {Red}Y}{\color {Orange}XYXYXYX},\quad XYXY{\color {Red}Y}{\color {Orange}XXY},\quad \dots }
Osserviamo che in ogni parola che non è di Dyck il numero di {\displaystyle {\color {Orange}X}} colorate di arancio supera di una unità il numero di {\displaystyle {\color {Orange}Y}} colorate di arancio.
Denotiamo con {\displaystyle P(3,5)} l'insieme delle parole formate da {\displaystyle 3} lettere {\displaystyle X} e da {\displaystyle 5} lettere {\displaystyle Y}. Esiste una biiiezione
{\displaystyle N(4,4)\longrightarrow P(3,5)}
definita semplicemente sostituendo ogni {\displaystyle {\color {Orange}X}} arancio con una {\displaystyle {\color {midnightblue}Y}} e sostituendo ogni {\displaystyle {\color {Orange}Y}} arancio con una {\displaystyle {\color {midnightblue}X}}. Questa biiezione contiene ad esempio le freccette
{\displaystyle {\begin{aligned}XY{\color {Red}Y}{\color {Orange}XXYXY}&\longmapsto XY{\color {Red}Y}{\color {midnightblue}YYXYX}\\[.7ex]XXXYYY{\color {Red}Y}{\color {Orange}X}&\longmapsto XXXYYY{\color {Red}Y}{\color {midnightblue}Y}\\[.7ex]{\color {Red}Y}{\color {Orange}XYXYXYX}&\longmapsto {\color {Red}Y}{\color {midnightblue}YXYXYXY}\end{aligned}}}
Ora il numero di parole di Dyck di lunghezza {\displaystyle 8} è
{\displaystyle \left\vert P(4,4)\right\vert -\left\vert N(4,4)\right\vert =\left\vert P(4,4)\right\vert -\left\vert P(3,5)\right\vert ={\binom {8}{4}}-{\binom {8}{5}}}
come volevasi.